# Kimmeridge
Kimmeridge is een civil parish in het bestuurlijke gebied Purbeck, in het Engelse graafschap Dorset met 110 inwoners.

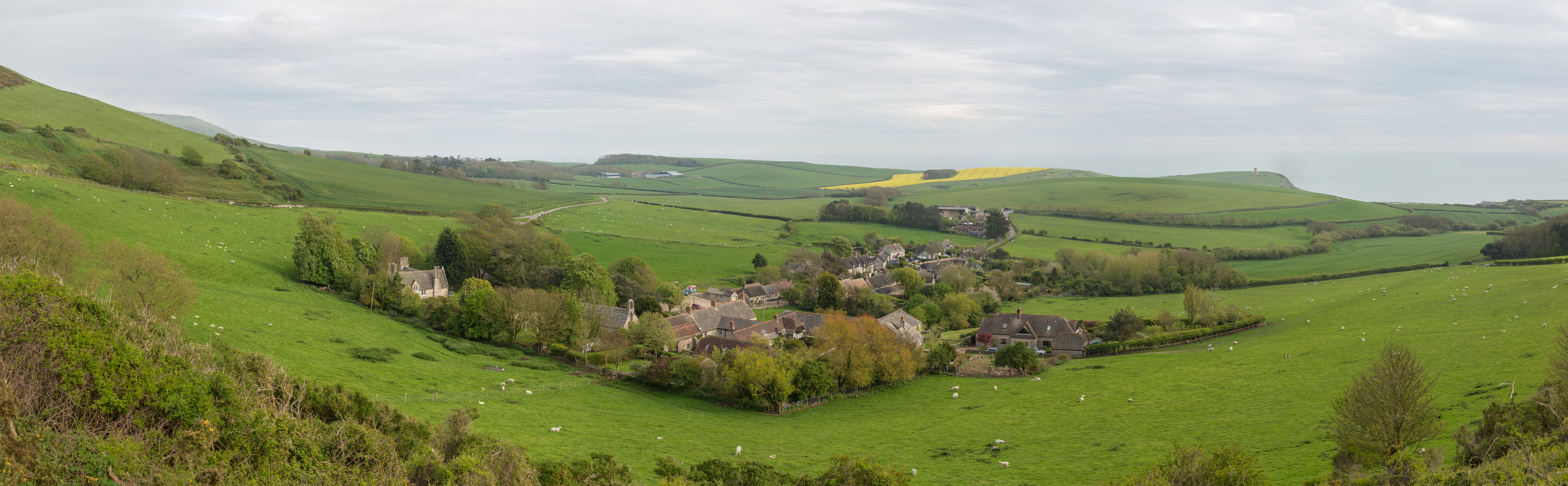
Kimmeridge

## Museum
- Museum of Jurassic Marine Life - The Etches Collection: Dit museum herbergt de lokale vondsten van onderzoeker en fossiel verzamelaar Steve Etches.

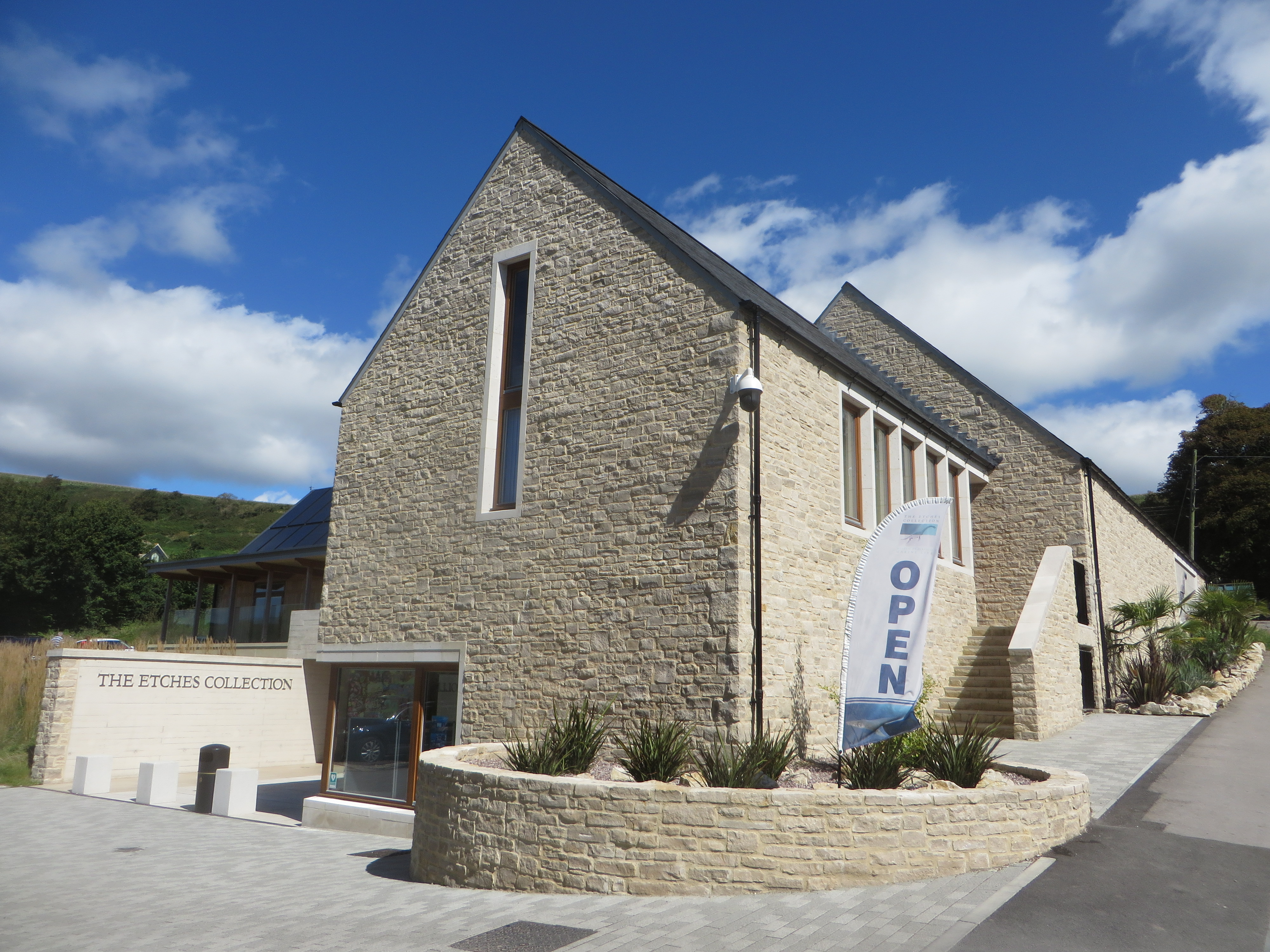
Museum of Jurassic Marine Life